# Bernardo Secchi
Bernardo Secchi (Milano, 2 giugno 1934 – Milano, 15 settembre 2014) è stato un urbanista ed economista italiano, professore emerito di Urbanistica, presso l’Istituto Universitario di Architettura di Venezia (IUAV), corso di laurea in Architettura.

## Biografia
Si laurea al Politecnico di Milano con il prof. Giovanni Muzio, del quale dal 1960 è assistente presso la cattedra di Urbanistica della Facoltà di Ingegneria del Politecnico di Milano. Nel frattempo svolge attività di ricerca, quale direttore di ricerca presso l'Istituto Lombardo di Studi Economici e Sociali (ILSES).
Dal 1966 è professore incaricato e libero docente di Economia del territorio, presso la Facoltà di Economia di Ancona. Dal 1974 è professore ordinario di Urbanistica presso la Facoltà di Architettura del Politecnico di Milano, di cui è anche preside dal 1976 al 1982, fino al 1984 quando si trasferisce all'Istituto Universitario di Architettura di Venezia.
Durante il periodo a Milano collabora attivamente con diverse figure della cultura economista italiana, tra questi Paolo Ceccarelli e Miro Allione.
Ha insegnato presso l'École d'Architecture di Ginevra (EAUG) e ha tenuto corsi presso l'Università di Leuven (KUL), il Politecnico Federale di Zurigo (ETH), l'Institut d'Urbanisme de Paris e l'École d'Architecture de Bretagne .È stato membro del collegio dei docenti dell'European Postgraduate Master in Urbanism (EMU – Iuav Venezia, KU Leuven, TU Delft, UPC Barcelona).
Teorizzatore del capitale spaziale, in aggiunta al capitale economico, sociale e culturale.

## Pubblicazioni
- I piani intercomunale: Pianificazione economica e pianificazione urbanistica, M. Allione, P. Ceccarelli, B. Secchi, editore ILSES, Milano 1962
- Analisi economica dei problemi territoriali, Giuffré, Milano 1965
- Analisi delle strutture territoriali, Franco Angeli, Milano 1965
- Squilibri regionali e sviluppo economico, Marsilio, Venezia 1974
- Il racconto urbanistico, Einaudi, Torino 1984
- Un progetto per l'urbanistica, Einaudi, Torino 1989
- Prima lezione di urbanistica, Laterza, Roma 2000
- La città del XX secolo, Laterza, Roma-Bari 2005
- Antwerp. Territory of a new modernity, con P. Viganò, Sun, Amsterdam 2009
- La Ville Poreuse, con P. Viganò, Metis Presses, Ginevra 2011
- Tra letteratura e urbanistica - Between Literature and Urbanism, Giavedoni, Pordenone 2011
- La città dei ricchi e la città dei poveri, Laterza, Roma-Bari 2013